# Henri Viotta
Henricus Anastasius Viotta dit Henri Viotta (16 juillet 1848, Amsterdam - 18 février 1933, Montreux) est un compositeur, chef d'orchestre, musicologue et critique musical néerlandais. Il a été le fondateur et le premier chef de l'Orchestre de la Résidence de La Haye. Il était également avocat.

## Formation
Viotta est issu d'une famille de musiciens. Son père, le médecin-musicien Joannes Josephus Viotta (nl), était le compositeur de nombreuses chansons encore connues sur des textes de Jan Pieter Heije (nl). Henri Viotta a reçu sa première éducation musicale de son père. Il a fréquenté l'école de musique de Wilhelmus Smits (nl) et s'est passionné très tôt dans l'étude des opéras. Quand il avait dix ans, il a entendu pour la première fois Tannhäuser de Richard Wagner et cela l'a impressionné profondément. En 1864 et 1865, il étudie le violoncelle et le piano au Conservatoire de Cologne. Il a étudié la musique pendant plusieurs années, mais en 1871, il s'est inscrit à l'université de Leyde en droit. Durant ses études, il met en scène une représentation de la « Messe » dont il compose et intègre les « Feestmars » pour une fête universitaire. En 1876, Viotta a assisté au premier Bühnenfestspiel à Bayreuth et a vu la première de  Der Ring des Nibelungen . À la suite de quoi, il a fait paraître une étude approfondie sur la musique de Wagner dans le magazine De Gids. Il poursuit également ses études universitaires et obtient son doctorat de droit en 1877 avec la thèse Le droit d'auteur du compositeur.

## Biographie
Viotta a alors écrit le drame musical The Seven Ravens. Seuls le Foreplay et une Mars Nuptiale ont survécu. En 1878, après un concert du Vereniging Amstels Mannenkoor, il est sollicité pour occuper le poste de directeur de cette association. Cependant, Viotta a été amené à prendre la décision de ne pratiquer l'art exclusivement que comme un « passe-temps » et s'est inscrit au barreau d'Amsterdam. Il a également publié des chroniques musicales dans le journal Het Noorden, plus tard dans le Amsterdam Courant. Viotta a également publié des essais dans les revues De Gids et Caecilia et a approché les éditeurs Roothaan et Bührman pour publier un Lexicon der Toonkunst en trois volumes (1879-1885). Après la mort de Wagner le  13 février 1883, il écrit une étude sur Richard Wagner, sa vie et ses œuvres. La même année, il fonde l'Association Wagner, dont il devient directeur. Le but de l'association était de faire connaître aux mélomanes les œuvres de la nouvelle école allemande, notamment celles de Wagner, de Franz Liszt et aussi certaines œuvres d'Hector Berlioz. L'association Wagner organisait régulièrement des représentations des opéras de Wagner, généralement avec Viotta comme chef d'orchestre. En 1905, par exemple, il a dirigé la première représentation européenne de Parsifal hors de Bayreuth. Cela a déclenché une controverse, car Cosima Wagner, la veuve du compositeur, avait interdit toute représentation de cet opéra en dehors de cette ville.
Dans le monde de la musique néerlandaise de l'époque, dominé par un compositeur conservateur tel que Johannes Verhulst, qui ne voyait rien de neuf en Wagner, Liszt et Berlioz, Viotta a été un pionnier de la musique nouvelle. Le fait que ces trois compositeurs finissent par être reconnus aux Pays-Bas doit beaucoup au travail de Viotta.
En 1886, Viotta est élu directeur de la chorale Excelsior. Sous sa direction, des œuvres de Berlioz ont été interprétées telles que La Damnation de Faust, la Messe des Morts et Roméo et Juliette, des œuvres de Vincent d'Indy comme Le chant de la cloche et aussi de Peter Benoit comme Lucifer. En 1889, Viotta est nommé directeur de la « Caecilia Society ». Cette année-là, il fonde également le magazine mensuel de musique Maandblad voor Muziek qui donne une tribune aux idées du « nouvel art » en général et aux idées de Wagner en particulier. Le magazine n'a duré que cinq ans. Henri Viotta est également devenu collaborateur musical chez De Telegraaf et collaborateur permanent du magazine De Gids. Le 11 avril 1888, il dirige le concert de gala d'ouverture du Concertgebouw d'Amsterdam, avec au programme Wagner, Haendel, Bach et Beethoven. En 1893-1896, il publie une série de brochures On Contemporary Artists (éditée par "Van Holkema & Warendorf"). En 1900, Helden der toonkunst est publié chez HD Tjeenk Willink & Zoon à Haarlem avec 32 portraits de compositeurs.

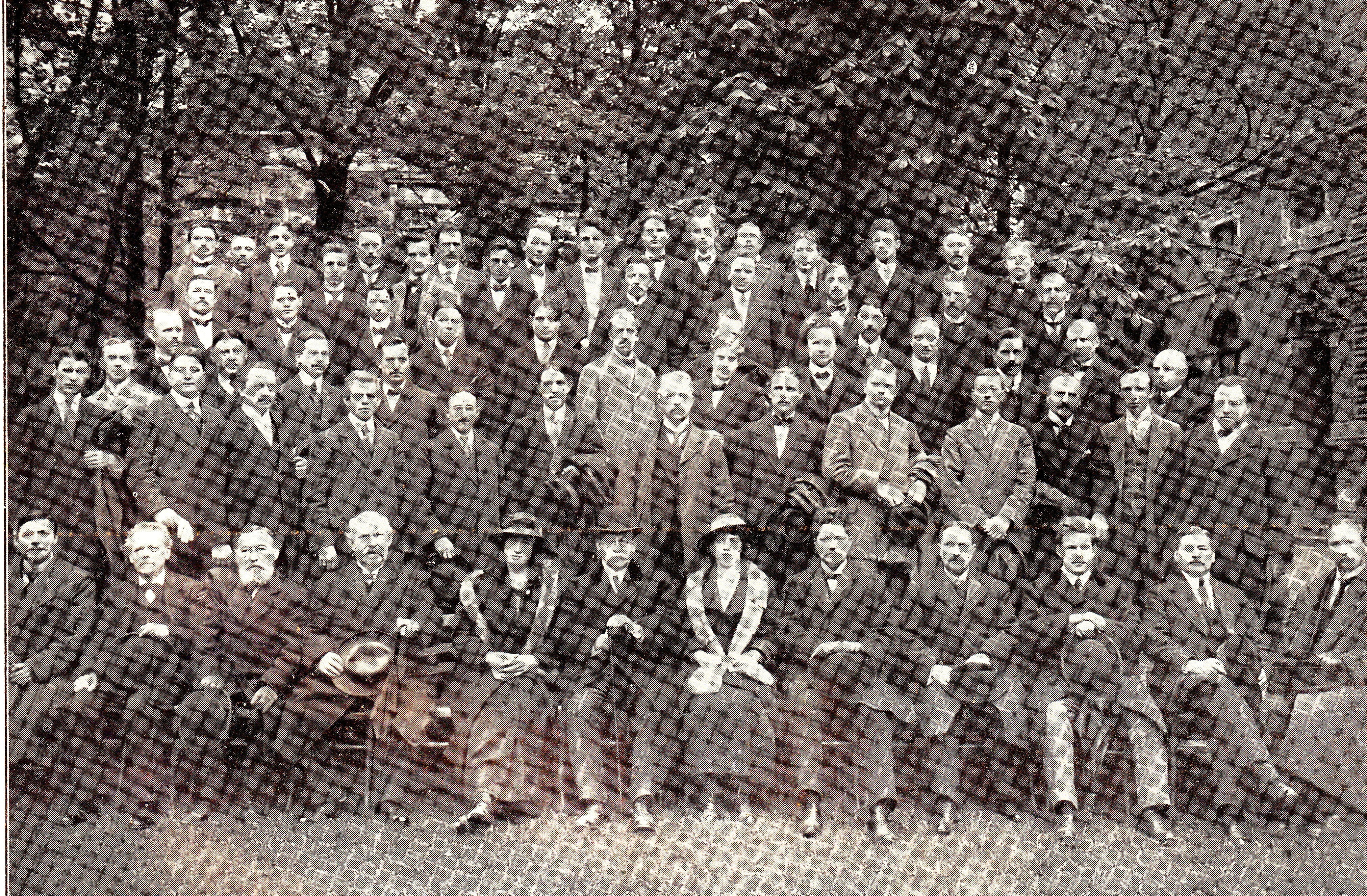
Orchestre de la Résidence de La Haye en 1914

Viotta a été directeur du Conservatoire royal de La Haye de 1896 à 1919 et, en 1904, a été le fondateur de l'Orchestre de la Résidence de La Haye, dont il est resté le directeur et chef d'orchestre jusqu'en 1917.
En 1919, Viotta démissionne. En 1920, il s'installe à Clarens, en Suisse. Il s'installe ensuite à Montreux, où il meurt en 1933. Entre 1920 et 1925, il publie un mensuel de musique suisse intitulé Kunst.
Viotta s'est mariée deux fois et a eu un fils de son premier mariage.

## Œuvres[2]
- Ouverture in Es (1862)
- Messe pour voix d'hommes et orgue (1868)
- Symfonisch gedicht Columbus (1868)
- Quatuor à cordes
- Concerto pour violoncelle
- Feestmars bij het 300-jarig bestaan der Leidsche Universiteit (1875)
- Ouverture en Bruidsmars uit de opera De zeven raven (1877) (Ouverture et Marche nuptiale tirées de l'opéra De zeven raven)
- Verschillende marsen (Marches)
- Gecomponeerde dialoog voor Webers Der Freischütz
- 12 Lieder für eine Singstimme und Piano
- Inhuldigingscantate op woorden van mr. J.E. Banck (1898)

## Écrits
- (nl) Henri Viotta, Lexicon der Toonkunst : [A - G], t. I, Amsterdam, Kampen, 1883, 650 p. (OCLC 985540881, BNF 31590556)
- (nl) Henri Viotta, Lexicon der Toonkunst : [H - N], t. II, Amsterdam, Bührmann, 1883, 688 p. (OCLC 174534016, BNF 31590556)
- (nl) Henri Viotta, Lexicon der Toonkunst : [O - Z], t. III, Amsterdam, Kampen, 1885, 624 p. (OCLC 985540841, BNF 31590556)
- (nl) Henri Viotta, Richard Wagner. Zijn leven en zijne werken, J. Sneek Van Druten, 1883, 248 p. (OCLC 218453646, BNF 44005730)

### Source
- (ca) Cet article est partiellement ou en totalité issu de l’article de Wikipédia en catalan intitulé « Henri Viotta » (voir la liste des auteurs).